# ミーズ・バッカー
ミーズ・バッカー（Mees Bakker、2001年3月11日 - ）は、オランダ・北ホラント州ハイロー出身のプロサッカー選手。デ・フラーフスハップ所属。ポジションはゴールキーパー。メース・バケルとも表記される。

## 経歴

### クラブ
2018年8月20日、アルメレ・シティFC戦に先発出場し、ヨングAZでのデビューを果たした。
2022年7月27日、デ・フラーフスハップに買取オプション付きのレンタル移籍。2022-23シーズン終了後、完全移籍となった。

### 代表
2018年、UEFA U-17欧州選手権に出場するU-17オランダ代表のメンバーに選出され、グループリーグ1試合に出場し、他の試合ではバックアッパーを果たし、代表チームはこの大会を優勝した。